# Bystropogon
Bystropogon é um gênero botânico da família Lamiaceae.

## Espécies
Apresenta 41 espécies:
| Bystropogon andinum       | Bystropogon andinus       | Bystropogon axillare      |
| Bystropogon bipinnatus    | Bystropogon canariensis   | Bystropogon canus         |
| Bystropogon coarctatus    | Bystropogon confertus     | Bystropogon dentatus      |
| Bystropogon erianthus     | Bystropogon glabrescens   | Bystropogon graveolens    |
| Bystropogon kuntzeanum    | Bystropogon kuntzeanus    | Bystropogon maderensis    |
| Bystropogon mandonianus   | Bystropogon marifolius    | Bystropogon meridiani     |
| Bystropogon minutus       | Bystropogon mollis        | Bystropogon odoratissimus |
| Bystropogon origanifolium | Bystropogon origanifolius | Bystropogon ovatus        |
| Bystropogon pavonianus    | Bystropogon pectinatus    | Bystropogon piperitus     |
| Bystropogon plumosus      | Bystropogon punctatus     | Bystropogon reticulatus   |
| Bystropogon serrulatus    | Bystropogon setosus       | Bystropogon sidaefolium   |
| Bystropogon sidaefolius   | Bystropogon smithii       | Bystropogon spicata       |
| Bystropogon spicatus      | Bystropogon suaveolens    | Bystropogon tomentosus    |
| Bystropogon uniflorus     | Bystropogon wildpretii    |                           |